# دوري كرة القدم الإنجليزي 1980–81
دوري كرة القدم الإنجليزي 1980–81 (بالألمانية: Football League First Division 1980/81) هو موسم من دوري كرة القدم الإنجليزي. أقيم خلال الفترة 16 أغسطس 1980 وحتى 19 مايو 1981، وفاز فيه أستون فيلا.